# کاورگرل
کاورگرل (انگلیسی: CoverGirl) یک شرکت آرایشی بهداشتی آمریکایی است که در مریلند، ایالات متحده توسط شرکت شیمیایی نوکسما تأسیس شده‌است. شرکت ابتدا توسط پراکتر و گمبل در سال ۱۹۸۹ و سپس در سال ۲۰۱۶ توسط کوتی اینکورپوریتد خریداری شد.